# Troglohyphantes numidus
Troglohyphantes numidus är en spindelart som först beskrevs av Simon 1911.  Troglohyphantes numidus ingår i släktet Troglohyphantes och familjen täckvävarspindlar.
Artens utbredningsområde är Algeriet. Inga underarter finns listade i Catalogue of Life.